# Soteskär
Soteskär este o arie protejată (arie specială de conservare — SAC, sit de importanță comunitară — SCI) din Suedia întinsă pe o suprafață de 299,4 ha, din care 92 % marine.

## Localizare
Centrul sitului Soteskär este situat la coordonatele 58°25′24″N 11°10′58″E / 58.4233°N 11.1827°E.

## Înființare
Situl Soteskär a fost declarat sit de importanță comunitară în iulie 2008 pentru a proteja 1 specie de animale. Situl a fost protejat și ca arie specială de conservare în decembrie 2017.

## Biodiversitate
Situată în ecoregiunile boreală și marină Atlantică, aria protejată conține 1 habitat natural: Recifuri.
La baza desemnării sitului se află o specie protejată de  mamifere: focă obișnuită (Phoca vitulina).